# Faro de Gonçalo Velho
El Faro de Gonçalo Velho se localiza en la Ponta do Castelo, en la freguesia de Santo Espírito, municipio de Vila do Porto, en la isla de Santa María, en Azores. 
Es uno de los faros más importantes del archipiélago, por ser la zona terrestre más próxima a Europa, así como el extremo más meridional. Su localización en una zona de acantilados proporciona una gran vista, haciendo que su luz sea visible hasta 25 millas náuticas de distancia.

## Historia
Aunque su posición ya se encontraba referenciada en el "Plan General de Alumiamento de 1883", el faro comenzó a funcionar el 15 de noviembre de 1927. Como todos los faros en el archipiélago recibieron sus nombres conforme a la localización donde fueron instalados, este recibió el nombre de Faro de la Ponta do Castelo.
El día 3 de marzo de 1930 pasó a designarse Faro de Gonçalo Velho. Poco más tarde, en 1934 fue erguida una segunda habitación por considerarse que la estancia de dos fareros era insuficiente para su operación.
Pasó por obras de reforma en 1953, datando de 1955 la construcción de la casa de las máquinas y del depósito de combustible. En 1957 fue eletrificado con el montaje de grupos electrogéneos, pasando la fuente luminosa a ser una lámpara de 3000W/120V.
En junio de 1988 fue automatizado con un sistema proyectado por la Dirección de Faros, pasando la lámpara a ser de Quartzline Hologénio 1000W/120V. Ese mismo año fue instalado un sistema de monitorización del Faro de las islas Hormigas, constituido por un control remoto vía radio que permitía acompañar si el faro en las Hormigas estaba apagado. Este, sin embargo, debido a su poca confiabilidad, fue abandonado el año siguiente (1989).
Habiendo tenido características aeromarítimas, en 1990 fueron cubiertos los vidrios que las permitían.
Más recientemente, a 21 de noviembre de 1991 pasó a estar eletrificado con energía de la red pública.
Este faro es guardado por tres fareros.

## Características

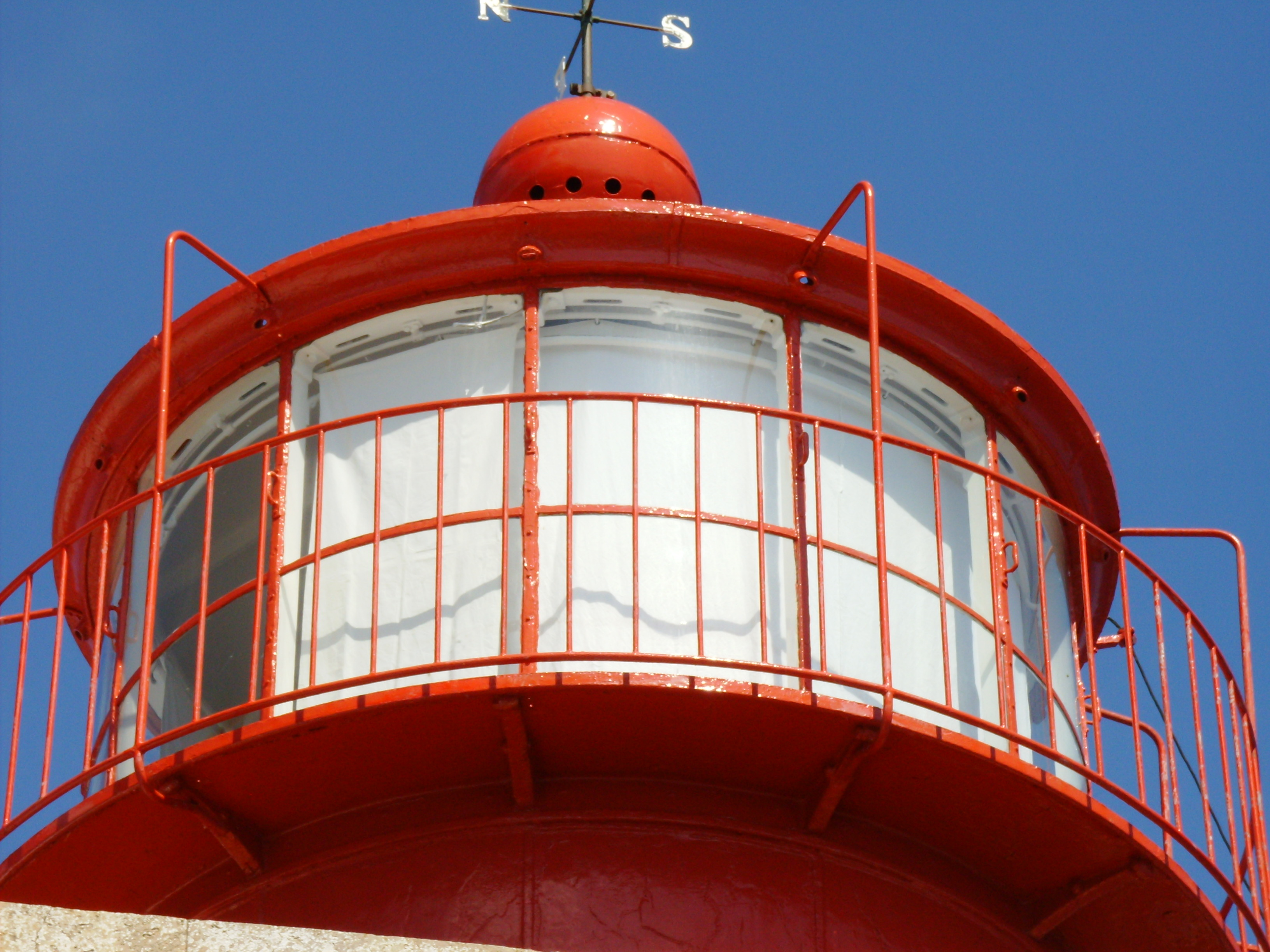
Faro de Gonçalo Velho: detalle.

Se trata de un conjunto edificado integrado por un faro y por las habitaciones de los fareros, a 114 metros sobre el nivel del mar. Se accede por una rampa para vehículos, en cuyo eje fueron abiertos escalones para facilitar el acceso peatonal.
La torre del faro presenta planta cuadrangular, elevándose a catorce metros de altura, en albañilería de piedra revocada y encalada. Está rematada por una guardia en cantería, sobre impuesta continua, que defiende la terraza en que se implanta la linterna cilíndrica, metálica, pintada de rojo.
Está equipado con un aparato dióptrico–catadióptrico girante de 3.ª orden Grande Plantilla, con 500 milímetros de distancia focal. Con un periodo de 13.4 segundos, posee un alcance de 25 millas náuticas.
Las habitaciones, de planta rectangular, se disponen en torno al cuerpo del faro.
Es visible, en un de los muros del faro, una flecha pintada de negro que indica la dirección de los islotes de las Hormigas.